# Östersjön (Åsenhöga socken, Småland)
Östersjön är en sjö i Gnosjö kommun i Småland och ingår i Nissans huvudavrinningsområde. Sjön är 10,7 meter djup, har en yta på 0,216 kvadratkilometer och befinner sig 242,1 meter över havet.

## Delavrinningsområde
Östersjön ingår i det delavrinningsområde (636692-137744) som SMHI kallar för Inloppet i Gnosjö Regl.Damm. Medelhöjden är 237 meter över havet och ytan är 27,75 kvadratkilometer. Det finns inga delavrinningsområden uppströms utan avrinningsområdet är högsta punkten. Anderstorpaån (Gåröström) som avvattnar avrinningsområdet har biflödesordning 2, vilket innebär att vattnet flödar genom totalt 2 vattendrag innan det når havet efter 132 kilometer. Delavrinningsområdet består mestadels av skog (79 %). Avrinningsområdet har 1,86 kvadratkilometer vattenytor vilket ger det en sjöprocent på 6,7 %. Bebyggelsen i området täcker en yta av 1,01 kvadratkilometer eller 4 % av avrinningsområdet.